# Daniel J. Frost
Daniel James Frost, genannt Dan Frost, (* 29. November 1970) ist ein britischer Geochemiker und Geophysiker.
Frost studierte ab 1989 Chemie und Geologie an der Universität London (Royal Holloway and Bedford College) und ab 1992 an der Universität Bristol mit der Promotion 1996. Als Post-Doktorand war er am Geophysical Laboratory der Carnegie Institution in Washington D.C. Ab 1997 war er am Bayerischen Geoinstitut in Bayreuth (ab 2007 als Akademischer Direktor), dessen Direktor er 2015 bis 2018 war. Seit 2012 ist er Professor für experimentelle Geowissenschaften an der Universität Bayreuth.
Er befasst sich mit elastischen Eigenschaften von Mineralien zur Interpretation der seismischen Daten des Erdinnern, volatilen Elementen im Erdinnern, dem Redox-Zustand (Oxidationsgrad) im Erdmantel, den Kohlenstoffkreislauf, Akkretion und Differentiation der Erde und der erdähnlichen Planeten, Rheologie von Mantelgesteinen, Phasentransformationen und thermodynamischen Eigenschaften von Mineralien, Schmelzen und Flüssigkeiten. Frost konnte zeigen, dass der Oxidationsgrad im Erdmantel stark von der Tiefe abhängt (Kohlenstoff bildet an der Oberfläche Karbonate, im Erdmantel Graphit oder Diamant). Er erzeugt dabei in seiner experimentellen Arbeit hohe Drücke und Temperaturen wie im Erdmantel. Dazu baute er auch neue hydraulische Pressen.
2002 erhielt er die Max Hey Medal der Mineralogical Society of Great Britain, 2006  die James B. Macelwane Medal der American Geophysical Union, 2011 den Arnold-Sommerfeld-Preis der Bayerischen Akademie der Wissenschaften und 2016 den Gottfried Wilhelm Leibniz-Preis. 2009 erhielt er einen ERC Advanced Grant (Deep Earth Elastic Properties and a Universal Pressure Scale). Er ist seit 2017 Mitglied der Bayerischen Akademie der Wissenschaften, seit 2018 Mitglied der Leopoldina und seit 2020 Mitglied der Royal Society.
2004 bis 2007 war er Mitherausgeber der Geophysical Research Letters.

## Schriften (Auswahl)
- mit C.Liebske u. a.: Experimental evidence for the existence of iron-rich metal in the Earth's lower mantle, Nature, Band 428, 2004, S. 409–412
- mit C. A. MacCammon: The redox state of Earth's mantle, Annu. Rev. Earth Planet. Sci., Band 36, 2008, S. 389–420
- The upper mantle and transition zone, Elements, Band 4, 2008, S. 171–176
- mit V. Stagno: Carbon speciation in the asthenosphere: Experimental measurements of the redox conditions at which carbonate-bearing melts coexist with graphite or diamond in peridotite, Earth and Planetary Science Letters, Band 300, 2010, S. 72–84
- mit D. C. Rubie u. a.: Heterogeneous accretion, composition and core–mantle differentiation of the Earth, Earth and Planetary Science Letters, Band 301, 2011, S. 31–42
- mit T. Kogiso, M. M. Hirschmann: High-pressure partial melting of garnet pyroxenite: possible mafic lithologies in the source of ocean island basalts, Earth and Planetary Science Letters, Band 216, 2013, S. 603–617
- mit V. Stagno, D. O. Ojwang, C. A. McCammon: The oxidation state of the mantle and the extraction of carbon from Earth’s interior, Nature, Band 493, 2013, S. 84–88
- mit S. B. Shirey u. a.: Diamonds and the geology of mantle carbon, Reviews in Mineralogy and Geochemistry, Band 75, 2013, S. 355–421
- mit D. C. Rubie u. a.: Highly siderophile elements were stripped from Earth's mantle by iron sulfide segregation, Science, Band 353, 2016, S. 1141–1144.
- mit C.Beyer: The depth of sub-lithospheric diamond formation and the redistribution of carbon in the deep mantle, Earth and Planetary Science Letters,  Band 461, 2017, S. 30–39.
- mit D. C. Rubie u. a.: Accretion and differentiation of the terrestrial planets with implications for the compositions of early-formed Solar System bodies and accretion of water, Icarus, Band 248, 2015, S. 89–108
- mit A.  Kurnosov u. a.: Evidence for a Fe3+-rich lower mantle from Al-Fe-bridgmanite elasticity data, Nature, Band 543, 2017, S. 543–546.
- mit K. Armstrong, T. Boffa-Ballaran u. a.: Deep magma ocean formation set the oxidation state of Earth's mantle, Science, Band 365, 2019, S. 903–906.
- mit H. Grüningeru.a.: Oxygen vacancy ordering in aluminous bridgmanite in the Earth's lower mantle, Geophysical Research Letters, Band 46, 2019, S. 8731–8740.